# Vinita Terrace
Vinita Terrace war eine selbstständige Gemeinde in Form eines „Village“ im St. Louis County im US-Bundesstaat Missouri. Im Jahr 2010 hatte Vinita Terrace nach Angaben des US-Census 277 Einwohner. 2017 war Vinita Terrace mit Vinita Park zusammengelegt worden und wurde dessen vierter Bezirk.

## Geographie
Die Koordinaten von Vinita Terrace liegen bei 38.69 nördlicher Breite und 90.33 westlicher Länge. Es erstreckt sich über eine Landfläche von 0,16 Quadratkilometer (0,06 sq mi).
Vinita Terrace grenzte im Norden und Osten an Hanley Hills, im Westen an Vinita Park und im Süden an University City.

## Bevölkerung
Nach dem Census von 2010 lebten in Vinita Terrace 277 Menschen verteilt auf 108 Haushalte und 73 Familien. Die Bevölkerungsdichte betrug 1731,3 Einwohner pro Quadratkilometer (4616,7/sq mi).
Die Bevölkerung setzte sich aus 22,7 % Weißen, 72,9 % Afroamerikanern, 0,4 % Asiaten, 0,4 % aus anderen ethnischen Gruppen und 3,6 % mit zwei oder mehr Ethnien zusammen. Bei 1,1 % der Bevölkerung handelte es sich um Hispanics oder Latinos. Von den 108 Haushalten lebten in 32,4 % Familien mit Kindern unter 18, in 40,7 % der Haushalten lebten verheiratete Paare ohne Kinder und in 7,5 % der Haushalten lebten Personen über 65 alleine.
Von den 277 Einwohnern waren 22,4 % unter 18 Jahre, 7,9 % zwischen 18 und 24 Jahren, 26,3 % zwischen 25 und 44 Jahren, 32,1 % zwischen 45 und 64 Jahren und in 11,2 % der Menschen waren 65 Jahre oder älter. Das Durchschnittsalter betrug 39,3 Jahre und 45,1 % der Einwohner waren männlich.

## Belege
1. 1 2  Vinita Terrace. United Stated Census Bureau, abgerufen am 17. Februar 2022 (englisch).
2. ↑  Protokoll, Meeting of  the Board of Elections Commissioners of St. Louis County. (PDF; KB 525) Board of Elections Commissioners of St. Louis County, 9. Mai 2017, abgerufen am 17. Februar 2022 (englisch).
3. ↑  Vinita Terrace. city-data.com, abgerufen am 17. Februar 2022 (englisch).